# Årets bil i världen
Årets bil i världen är en utmärkelse som ges till "världens bästa bil" efter en omröstning bland 48 motorjournalister från hela världen. En av dessa är svensk och arbetar på Aftonbladet. Den officiella titeln för utmärkelsen är "World Car of the Year" och ges ut av World Car Awards (WCA). De utmärker också årets "World Luxury Car", "World Performance Car", "World Electric Vehicle", "World Urban Car" och "World Car Design of the Year".
Årets bil i världen:
- 2005 - Audi A6
- 2006 - BMW 3-serie
- 2007 - Lexus LS 460
- 2008 - Mazda2
- 2009 - Volkswagen Golf
- 2010 - Volkswagen Polo
- 2011 - Nissan Leaf
- 2012 - Volkswagen up!
- 2013 - Volkswagen Golf
- 2014 - Audi A3
- 2015 - Mercedes-Benz C-klass
- 2016 - Mazda MX-5
- 2017 - Jaguar F-Pace
- 2018 - Volvo XC60
- 2019 - Jaguar I-Pace
- 2020 - Kia Telluride
- 2021 - Volkswagen ID.4
- 2022 - Hyundai IONIQ 5
- 2023 - Hyundai IONIQ 6